# PKA (Pension)
La PKA ou Pensionsselskab est l'une des principales sociétés de retraite danoises avec des actifs de 350 milliards de DKK. PKA a son siège social à Tuborg Havn (en) dans la municipalité de Gentofte.
PKA A/S offre une pension à toute personne du secteur social et de la santé. Elle gère des régimes de retraite professionnelle pour 335 000 membres dans quatre fonds de pension avec 13 groupes professionnels différents :
- La Caisse de retraite des infirmiers et secrétaires médicaux ;
- La Caisse de retraite des professionnels de santé ;
- La caisse de retraite des travailleurs sociaux, des éducateurs sociaux et des employés de bureau ;
- La caisse de retraite des pharmaciens.

## Histoire
La PKA a été créée en 1954 avec la Caisse de pension des kinésithérapeutes.

## Directeur (-trice) s
- 1954-1974 : Poul Andersen-Rosendal
- 1974-1982 : Knud Kousgaard Nielsen
- 1982-2001 : Bent Nyløkke Jørgensen
- 2001-2020 : Peter Damgaard Jensen
- Depuis 2020 : Jon Johnson